# 久喜市民プール
久喜市民プール（くきしみんぷーる）は、1990年に開業した埼玉県久喜市江面地区にある久喜市が設立・運営する公共のプール。
1990年に久喜市により江面地区の江面に設置された。久喜市総合運動公園の中に位置している。
2022年度（令和4年度）から老朽化のため休止となっている。久喜市の久喜市総合運動公園の整備計画案では廃止することとしている。

## 設備
- 流水プール
- 幼児プール
- ロックスライダー
- スラローム
- 多目的プール
- 売店
- 駐車場
- ロッカー
- 更衣室
- トイレ

## アクセス
- 東北自動車道久喜インターチェンジより埼玉県道3号さいたま栗橋線をさいたま市方面へ400m、左側。
- 久喜駅西口にて市内循環バスのりばより、「東西連絡 東行き（所要：約10分）」、「下早見循環 左回り（所要：約10分）」、「除堀・所久喜循環 （所要：約10分）」のいずれかに乗車、「市民グラウンド」または「総合体育館」下車、徒歩約3分。
- 久喜駅東口にて市内循環バスのりばより、「東西連絡 西行き（所要：約18分）」に乗車、「市民グラウンド」または「総合体育館」下車、徒歩約3分。
- 市内循環バスの運賃はいずれも100円（1日乗車券は200円）。（市内循環バス　久喜市ホームページ）

## 老朽化による休止・廃止
老朽化のため2022年度（令和4年度）から休止となっている。久喜市の久喜市総合運動公園の整備計画案では廃止することとしており、解体後にスケートボード場を整備するとしている。